# Gillis Coyet

Silvermynt präglat av Gills Coyet.

Gillis Coyet, död år 1600, var en svensk guldsmed från Brabant.

## Biografi
Coyet omtalas första gången i Sverige 1566. 1571 blev han Johan III:s juvelerare, och 13 november 1574 utnämndes han till myntmästare. Bland kända arbeten av Coyet märks en omarbetning av Erik XIV:s krona, Gunilla Bielkes krona från 1585. 1581 smidde han baljbeslagen till rikssvärden. Därutöver var det Coyet som gjorde silverprydnaderna till Katarina Jagellonicas grav och riksäpplet till hennes kista. Han utförde även silverbeslagen till ett svärd åt Johan III, och tillskrivs även Uppsala domkyrkas ärkebiskopskräkla från 1500-talet.

### Familj
Coyet var gift med en dotter till byggmästaren Hendrik van Huwen från Antverpen. De fick tillsammans barnen guldsmeden och myntmästaren Gillis Coyet (död 1634) i Stockholm och Anna Coyet (1585–1618) som var gift med guldsmeden och myntmästaren Antonius Groth och assessorn Peder Törnsköld.